# Liste des communes françaises du Rhône ayant changé de nom au cours de la Révolution
Pour un article plus général, voir Liste des communes françaises ayant changé de nom au cours de la Révolution.
Cet article présente la liste des communes françaises du Rhône ayant changé de nom au cours de la Révolution. 

## Rhône
Les noms des communes qui ont conservé leur nom révolutionnaire sont surlignés en bleu ciel.
| Commune                                                         | Nom révolutionnaire    | Notice Ehess-Cassini |
| --------------------------------------------------------------- | ---------------------- | -------------------- |
| Brindas                                                         | Brindas-sur-Roches     | no 5955              |
| Caluire-et-Cuire                                                | Scévola                | no 6625              |
| Chambost-Longessaigne                                           | Beauchamp              | no 7803              |
| Chapelle-sur-Coise (La)                                         | Vaudragon              | no 8142              |
| Chères (Les)                                                    | Les Échelles           | no 9204              |
| Fontaines-Saint-Martin                                          | Brutus-la-Fontaine     | no 33316             |
| Francheville                                                    | Franche-Commune        | no 14595             |
| Grézieu-la-Varenne                                              | Grézieu-et-Craponne    | no 16189             |
| Irigny                                                          | L'Union-sur-Rhône      | no 17592             |
| Lyon                                                            | Commune-Affranchie     | no 20464             |
| Montromant                                                      | Montroman-la-Combe     | no 23843             |
| Neuville ou Neuville-en-Lyonnais                                | Neuville-sur-Saône     | no 24928             |
| Neuville ou Neuville-en-Lyonnais                                | Marat-sur-Saône        | no 24928             |
| Notre-Dame-de-Fontaines (devenue Cailloux-sur-Fontaines)        | Cailloux-la-Montagne   | no 6569              |
| Pouilly-le-Châtel (réunie à Denicé)                             | Pouilly-sur-Nizerand   | no 27755             |
| Ranchal                                                         | Beauchamp              | no 28610             |
| Riverie                                                         | Beaurepaire            | no 29250             |
| Rochetaillée                                                    | Rochetaillée-sur-Saône | no 29396             |
| Rontalon                                                        | Rontalon-l'Union       | no 29580             |
| Sain-Bel                                                        | Bel-les-Mines          | no 30673             |
| Saint-Andéol-le-Château                                         | Andéol-Libre           | no 30352             |
| Saint-André-la-Côte                                             | Haute-Montagne         | no 30360             |
| Saint-Bonnet-des-Bruyères                                       | Bonnet-les-Bruyères    | no 30754             |
| Saint-Clément-les-Places                                        | Clément-d'Argères      | no 30988             |
| Saint-Clément-les-Places                                        | Les Places             | no 30988             |
| Saint-Cyr-au-Mont-d'Or                                          | Mont-Cindre            | no 31091             |
| Saint-Cyr-sur-le-Rhône                                          | Ovize-sur-le-Rhône     | no 31071             |
| Saint-Didier-au-Mont-d'Or                                       | Simoneau-au-Mont-d'Or  | no 31199             |
| Saint-Didier-sous-Riverie                                       | Basse-Montagne         | no 31196             |
| Saint-Didier-sur-Beaujeu                                        | Marcenat-les-Bois      | no 31191             |
| Saint-Didier-sur-Beaujeu                                        | Marcenat-les-Levis     | no 31191             |
| Saint-Didier-sur-Beaujeu                                        | Montclair-la-Montagne  | no 31191             |
| Saint-Étienne-la-Varenne                                        | La Varenne             | no 31686             |
| Saint-Forgeux                                                   | Forgeux                | no 31788             |
| Saint-Genis-l'Argentière                                        | La Pique-sur-Brevenne  | no 31892             |
| Saint-Genis-Laval                                               | Genis-le-Patriote      | no 31893             |
| Saint-Genis-les-Ollières                                        | Ollières               | no 31894             |
| Saint-Georges-de-Reneins                                        | Reneins-les-Sables     | no 31955             |
| Saint-Germain-au-Mont-d'Or                                      | Mont-Hydins            | no 32024             |
| Saint-Germain-sur-l'Arbresle (réunie à Saint-Germain-Nuelles)   | Barras-sur-l'Arbresle  | no 32026             |
| Saint-Igny-de-Vers                                              | Vers-la-Montagne       | no 32374             |
| Saint-Jean-de-Chaussan (devenue Chaussan)                       | Jean-de-Chaussan       | no 32464             |
| Saint-Jean-de-Chaussan (devenue Chaussan)                       | Chaussan-la-Montagne   | no 32464             |
| Saint-Jean-de-Touslas                                           | Jean-à-Toulas          | no 32528             |
| Saint-Jean-de-Touslas                                           | Toulas                 | no 32528             |
| Saint-Jean-des-Vignes                                           | Vignat-la-Montagne     | no 32416             |
| Saint-Julien-sur-Bibost                                         | Le Fruitier-sur-Bibost | no 32724             |
| Saint-Lager                                                     | Mont-Brouilly          | no 32773             |
| Saint-Laurent-d'Agny                                            | Dagny                  | no 32833             |
| Saint-Laurent-d'Oingt                                           | Laurent-d'Azergues     | no 32841             |
| Saint-Laurent-de-Chamousset                                     | Chalier-la-Montagne    | no 32841             |
| Saint-Laurent-de-Chamousset                                     | Laurent-de-Chamousset  | no 32841             |
| Saint-Laurent-de-Mure                                           | Mure-la-Fontaine       | no 32854             |
| Saint-Laurent-de-Vaux                                           | Vaux-la-Garde          | no 32870             |
| Saint-Martin-de-Cornas (réunie à Givors)                        | Cornas-sur-Gier        | no 33309             |
| Saint-Martin-en-Haut                                            | Martin-l'Espérance     | no 33439             |
| Saint-Maurice-sur-Dargoire                                      | Désille-sur-Dargoire   | no 33560             |
| Saint-Pierre-de-Chandieu                                        | Chandieu-la-Montagne   | no 8054              |
| Saint-Pierre-la-Palud                                           | Palud-la-Montagne      | no 34212             |
| Saint-Pierre-la-Palud                                           | Pelletier-la-Palud     | no 34212             |
| Saint-Priest                                                    | Beau-Priest            | no 34291             |
| Saint-Priest                                                    | Zélé-Patriote          | no 34291             |
| Saint-Rambert-l'Île-Barbe (réunie à Lyon)                       | Beauvais-l'Isle-Barbe  | no 28580             |
| Saint-Romain-au-Mont-d'Or                                       | Romain-Libre           | no 34465             |
| Saint-Romain-en-Gal                                             | Romain-les-Roches      | no 34485             |
| Saint-Romain-en-Gier                                            | Sautemouche-en-Gier    | no 34486             |
| Saint-Sorlin                                                    | La Bruyère             | no 34698             |
| Saint-Symphorien-d'Ozon                                         | Ozon                   | no 34691             |
| Saint-Symphorien-le-Châtel (devenue Saint-Symphorien-sur-Coise) | Chausse-Armée          | no 34806             |
| Sainte-Catherine                                                | Riard-sous-Riverie     | no 31263             |
| Sainte-Colombe                                                  | Colombe-lès-Vienne     | no 31296             |
| Sainte-Consorce                                                 | Les Marrons            | no 31021             |
| Sainte-Foy-l'Argentière                                         | Foy-sur-Brevenne       | no 31387             |
| Sainte-Foy-lès-Lyon                                             | Bonnefey               | no 31388             |
| Sainte-Foy-lès-Lyon                                             | Mont-Chalier           | no 31388             |
| Sainte-Paule                                                    | Roche-Guillon          | no 31551             |
| Thurins                                                         | Thurins-le-Français    | no 37603             |
| Tour-de-Salvagny (La)                                           | Salvagny               | no 37913             |
| Villefranche-sur-Saône                                          | Commune-Franche        | no 40202             |
| Villefranche-sur-Saône                                          | Ville-Libre-sur-Saône  | no 40202             |
| Vourles                                                         | Vourles-le-Courageux   | no 41056             |
| Yzeron                                                          | Montagne-les-Bois      | no 41438             |